# 革命共产主义团体 (哥伦比亚)
革命共产主义团体（西班牙語：Grupo Comunista Revolucionario，缩写为GCR）是哥伦比亚的一个共产主义政治组织。该组织成立于1980年，由哥伦比亚多个毛派组织合并而成。该组织的政治立场是极左翼。该组织的意识形态是共产主义、马列毛主义。该组织一直秉承美国革命共产党领导人鲍勃·阿瓦基安提出的“新综合”方案。该组织的青年翼是“红卫兵”。该组织出版报纸《共产主义黎明》。该组织曾是革命国际主义运动的成员。